# 古政成
古政成（こまさなり）は、愛知県海部郡飛島村にある地名。現行行政地名は古政成1丁目から古政成7丁目。

## 地理
飛島村東端部に位置する。東は新政成、西は弥富市大谷、北は竹之郷に接する。

## 歴史

### 沿革
- 1975年（昭和50年） - 飛島村政成新田の一部により成立[1]。

## 世帯数と人口
2015年（平成27年）10月1日現在の世帯数と人口は以下の通りである。
| 町丁   | 世帯数  | 人口  |
| ------ | ------- | ----- |
| 古政成 | 142世帯 | 397人 |

### 人口の変遷
国勢調査による人口の推移
| 1995年（平成7年）  | 439人 | [ 6 ] |  |
| 2000年（平成12年） | 419人 | [ 7 ] |  |
| 2005年（平成17年） | 370人 | [ 8 ] |  |
| 2010年（平成22年） | 422人 | [ 9 ] |  |
| 2015年（平成27年） | 397人 | [ 3 ] |  |

## 学区
市立小・中学校に通う場合、学区は以下の通りとなる。また、公立高等学校に通う場合の学区は以下の通りとなる。
| 番・番地等 | 小学校           | 中学校           | 高等学校 |
| ---------- | ---------------- | ---------------- | -------- |
| 全域       | 飛島村立飛島学園 | 飛島村立飛島学園 | 尾張学区 |

## 交通

### 道路
- 愛知県道103号境政成新田蟹江線

## 施設
- 政成不動産北緯35度4分32.5秒 東経136度47分12.2秒 / 北緯35.075694度 東経136.786722度
- 古政神社北緯35度4分28.7秒 東経136度47分11.9秒 / 北緯35.074639度 東経136.786639度
- 古政観音堂北緯35度4分28.1秒 東経136度47分12.5秒 / 北緯35.074472度 東経136.786806度
- 中日新聞飛鳥販売店北緯35度4分19.4秒 東経136度47分16秒 / 北緯35.072056度 東経136.78778度
- 第一保育所北緯35度4分22.7秒 東経136度47分47.2秒 / 北緯35.072972度 東経136.796444度
- 川崎重工飛鳥寮北緯35度4分21.9秒 東経136度47分49.2秒 / 北緯35.072750度 東経136.797000度

## その他

### 日本郵便
- 郵便番号 : 490-1442[4]（集配局：弥富郵便局[12]）。